# Chrysolina cerealis

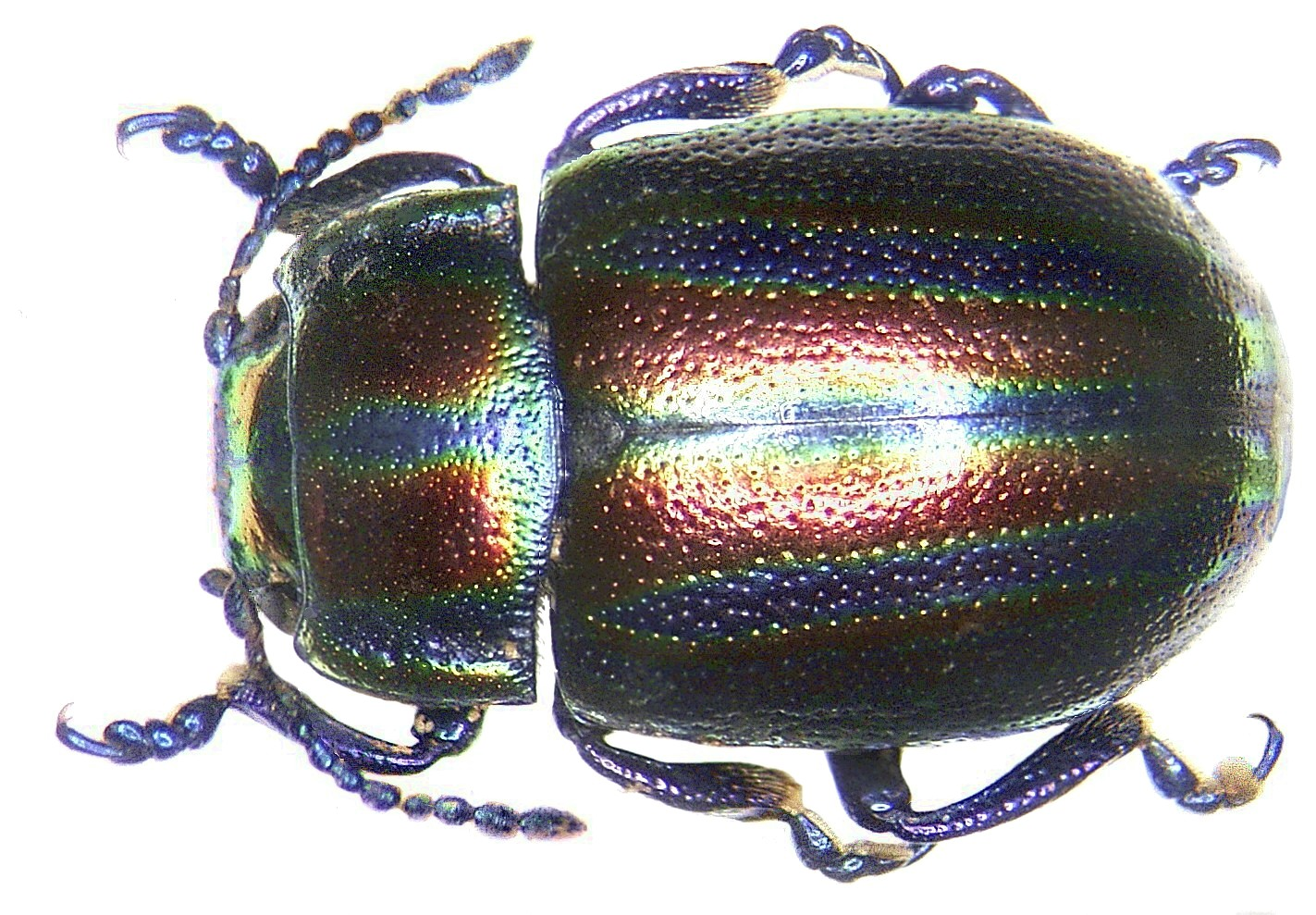
Một con Chrysolina cerealis

Chrysolina cerealis là một loài bọ cánh cứng trong họ Chrysomelidae. Loài này được Linnaeus mô tả khoa học năm 1767.